# Židé ve Spojených státech amerických
Židé ve Spojených státech amerických tvoří první nebo druhou největší židovskou komunitu na světě (v závislosti na statistických metodách a rozdílných datech). Židovská komunita ve Spojených státech se skládá především z aškenázských Židů, kteří emigrovali ze střední a východní Evropy, a jejich potomků narozených ve Spojených státech. Náleží do ní nicméně i menší množství starších komunit sefardských Židů, jejichž kořeny sahají na Pyrenejský poloostrov (Španělsko, Portugalsko) a severní Afriku, orientální Židé (z Blízkého východu, Kavkazu a střední Asie), stejně jako malé množství etiopských, indických, čínských Židů a mnoha dalších.
Židovská komunita ve Spojených státech je ukázkou rozmanitých kulturních tradic a národů, stejně jako ukázkou celého spektra denominací judaismu, počínaje ultraortodoxními charedim po zcela sekulární komunity.

## Dějiny

### Příchod Židů a osidlování USA (do roku 1881)

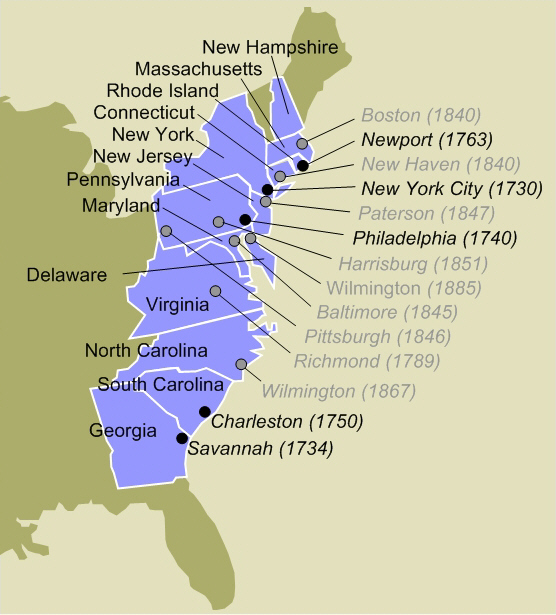
Rozšiřování židovského obyvatelstva ve 13 britských severoamerických koloniích.

První Židé se na území dnešních Spojených států objevují s nizozemskými osadníky roku 1654, kteří zde založili Nový Amsterdam. Jednalo se o celkem 23 sefardských židovských rodin, využívajících náboženské tolerance v nizozemských koloniích. Do roku 1830 měl Charleston v Jižní Karolíně víc Židů než kterékoliv jiné město v Severní Americe. Poté tuto pozici převzal New York, který si ji udržel dodnes. Počátkem 18. století začalo z Evropy migrovat stále více Aškenázů, a to zejména z Německa a Polska. Již v první polovině století (1730) získali majoritní postavení, avšak i nadále zůstává dominantní liturgií ta sefardská.
Integrací do nově vznikající společnosti došlo k ústupu původních jazyků imigrantů (němčina, jidiš, španělština, ladino), které nahradila angličtina. V kontrastu s touto integrací došlo k posilování židovské identity. Zakládaly se synagogy (první založena v New Yorku roku 1729) a židovské školy (první založena v New Yorku roku 1755).
Ke konci 18. století se ve Spojených státech nacházelo 1 600 Židů. Tento počet se v následujícím století téměř zestonásobil (v letech 1820–1880 se zvýšil ze 2700 na 250 000). Většina z přistěhovalců pocházela z civilizačně vyspělých oblastí (převážně německy mluvících zemí). Začalo poněmčování kultury a započala transformace ortodoxního judaismu na reformní. Ideologii reformního hnutí definoval tzv. Pittsburský program (1855).
Rozšiřování území s židovskou populací souvisí s intenzivní imigrací, která začíná ve 40. letech 19. století. Židovské komunity se nově objevily v oblasti Velkých jezer (Chicago, Cincinnati, Cleveland, Detroit, Milwaukee), Kalifornii (San Francisco). Hlavním jádrem však i nadále zůstal severovýchodní pobřežní pás s městy New York, Filadelfie, Baltimore a Boston. Zhruba od poloviny 19. století se začal zvyšovat sociální status Židů (dříve několik obchodníků, průmyslníků, lékařů, ale především potulných kupců), kteří se začali zaměřovat na finančnictví a podnikání.

### Příliv imigrantů z východní Evropy (1881–1914)

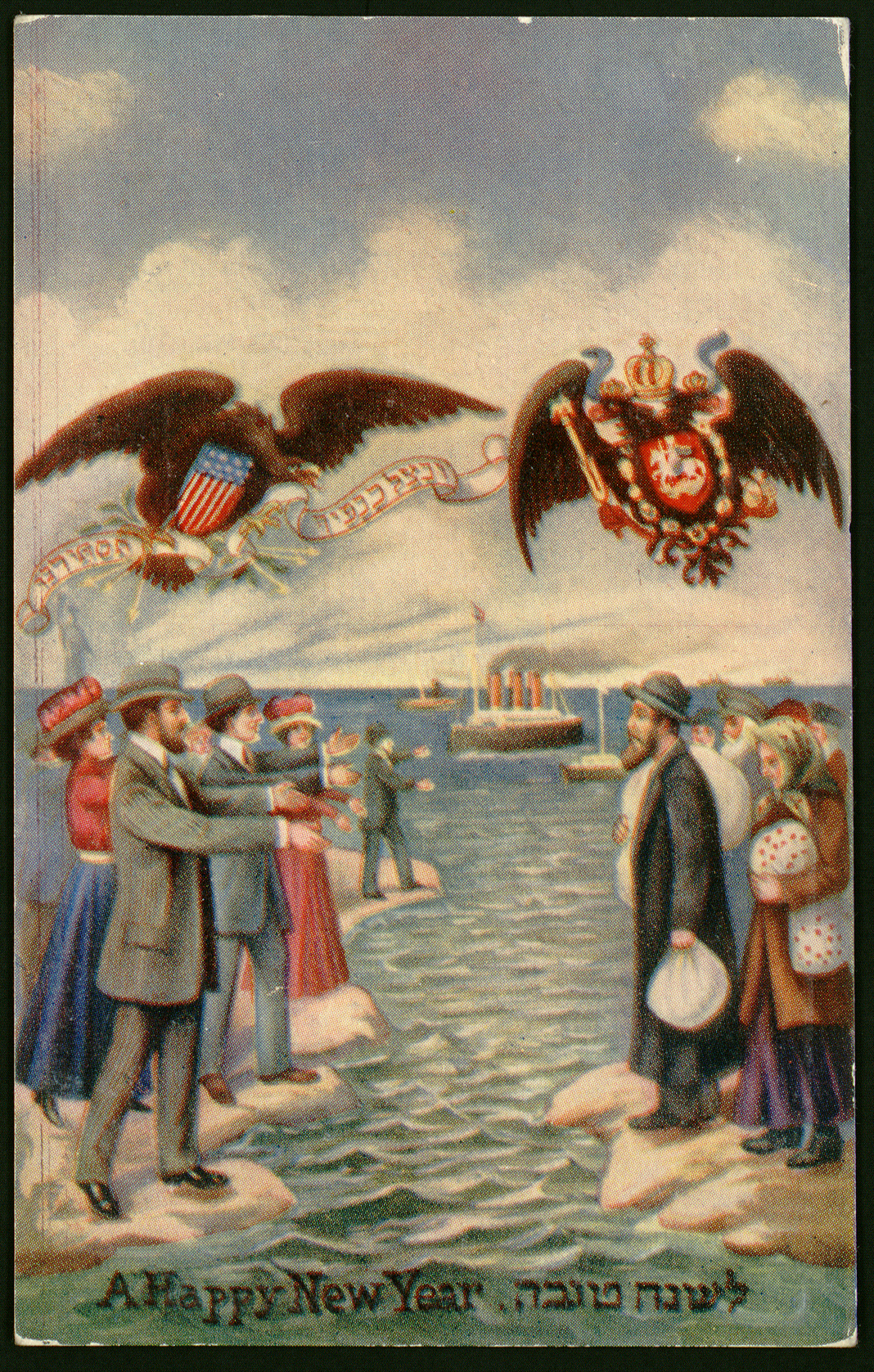
„Skryj mě ve stínu tvých křídel“ Žalm 17:8. Američtí Židé vítají s otevřenou náručí své východoevropské bratry. Naivní malba. Rané 20. století.

Po atentátu na ruského cara Alexandra II. (1881) začala série pogromů. Reakcí na ně byla emigrace, do té doby nebývalého rozměru, kdy 85 % emigrantů mělo za cíl právě Spojené státy. Tento příliv imigrantů z východní Evropy znamenal změnu podílu židovského obyvatelstva na celkové populaci z 0,5 % na 3,4 %. V absolutních číslech znamenala tato migrace mezi lety 1880 až 1914 vzrůst počtu židovského obyvatelstva z 25 012 na 3 300 000. Tito Židé však na rozdíl od imigrantů z první poloviny 19. století pocházeli z chudých poměrů východní Evropy, hovořili jidiš a hlásili se k ortodoxnímu judaismu nebo chasidismu. Velmi rozšířen byl mezi nimi politický radikalismus a sympatie k levicovým ideologiím jako je komunismus a anarchismus.
Židé v tomto období téměř ovládli oděvní průmysl, kdy se z původních šičů a šiček stali majiteli a již roku 1888 patřilo Židům 234 z celkových 241 oděvních dílen v New Yorku. Když se v roce 1913 stal oděvní průmysl hlavním průmyslovým odvětvím New Yorku, nacházelo se zde 16 552 továren a dílen, zaměstnávající na 312 000 pracovníků, a všechny patřily židovským majitelům. Jejich vlastnosti a především důraz na vzdělání vedl k tomu, že se již téměř po patnácti letech stěhovali do lepších čtvrtí a následující generace se už řadila mezi střední třídu pracující v terciérním sektoru průmyslu. Změna sociálního postavení se odrážela i ve změnách, které nastaly v rámci židovské komunity, kdy ortodoxní synagogy svým počtem předčily reformní.
V tomto období také zesílily antisemitské tendence, počínající v 90. letech 19. století, (např. zákazem vstupu do vybraných hotelů a klubů, vyloučení z více druhů zaměstnání atp.) vyvrcholily různými diskriminačními opatřeními ve 20. a 30. letech 20. století. Svým rozsahem však nedosáhly rozsahu jako jinde ve světě.

### Meziválečné období

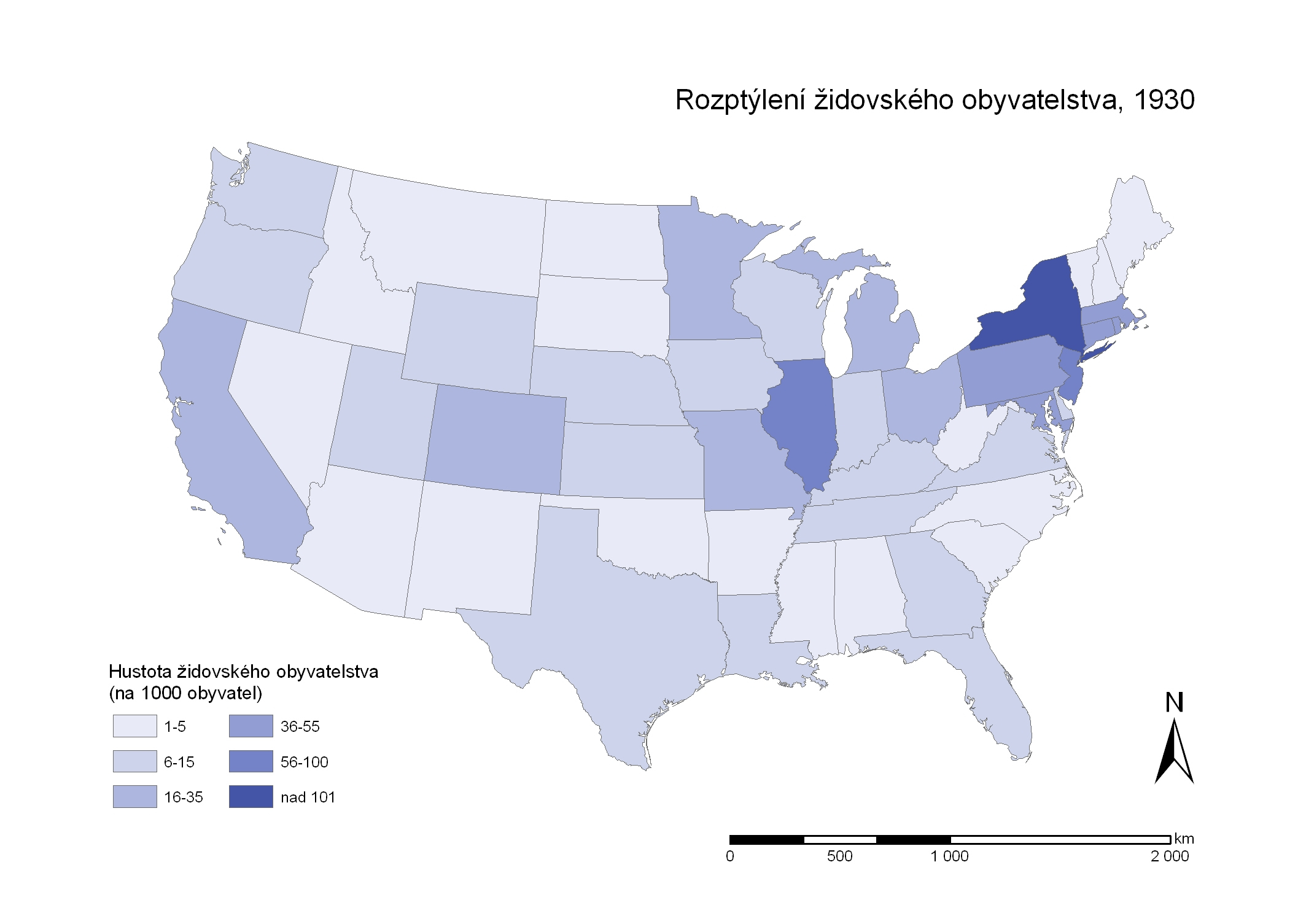
Hustota zalidnění židovské populace, 1930

Situace po první světové válce se v USA mění. Spojené státy se stávají izolacionistickou zemí a snahou je zajistit převahu bílého protestantského obyvatelstva. Ve 20. letech jsou přijaty tři přistěhovalecké zákony, stanovující roční kvóty pro příjem přistěhovalců. Přijetí těchto zákonů znamenalo tragédii pro Židy z východní Evropy, kteří tak ztratili možnost útočiště. Tyto kroky měly za důsledek vzrůst významu britského mandátu Palestiny, jakožto nového cíle imigrace evropských Židů. V polovině 20. let imigrace do Palestiny převýšila imigraci do USA.

### Vývoj po druhé světové válce
Po druhé světové válce se stává židovská obec v USA nejdůležitějším centrem židovského národa a snaží se pomáhat těm, již přežili holokaust. V poválečném období je také příznačný růst obliby sionismu a zejména pak ve formě finanční pomoci nově vzniknuvšímu státu. Podpora Izraeli ze strany USA je do dnešní doby značná a to zejména díky silné lobby, která vznikla již zrozením nového židovského státu, který byl americkými Židy vítán.
Poválečné období je pro americké Židy obdobím neobyčejného kulturního, ekonomického a politického rozkvětu. Od 60. let přestává být patrný antisemitismus a úloha Židů prakticky ve všech odvětvích roste. V populačním vývoji dochází ke stagnaci. Výraznější přistěhovalecké vlny jsou v roce 1950 (Kongres povolil imigraci 400 tisíc Evropanů) a na přelomu 70. a 80. let (imigranti ze zemí SSSR). Řada menších pak přichází po rozpadu Sovětského svazu začátkem 90. let. V absolutních číslech má v současné době židovská komunita ve Spojených státech 5 280 000, což je v poměru na celkové populaci 1,8 %. Rozmístění židovské populace nemá nerovnoměrný charakter jako v počátcích osidlování. Zůstává však prvek urbanizace. V New Yorku žije 30 % amerických Židů (oproti 60 % z roku 1937). Velké množství Židů je také v Kalifornii (16 %) či na Floridě (11 %). Větší obce pak najdeme ještě ve státech New Jersey, Pensylvánie, Massachusetts, Illinois,Maryland. Rodinné příjmy jsou nadále nad celostátním průměrem. S poklesem významu náboženství souvisí i vývoj v poměru jednotlivých denominací judaismu. Reformní judaismus se pomalu vyrovnává konzervativnímu a podíl ortodoxního klesl pod 10 %.

## Populace

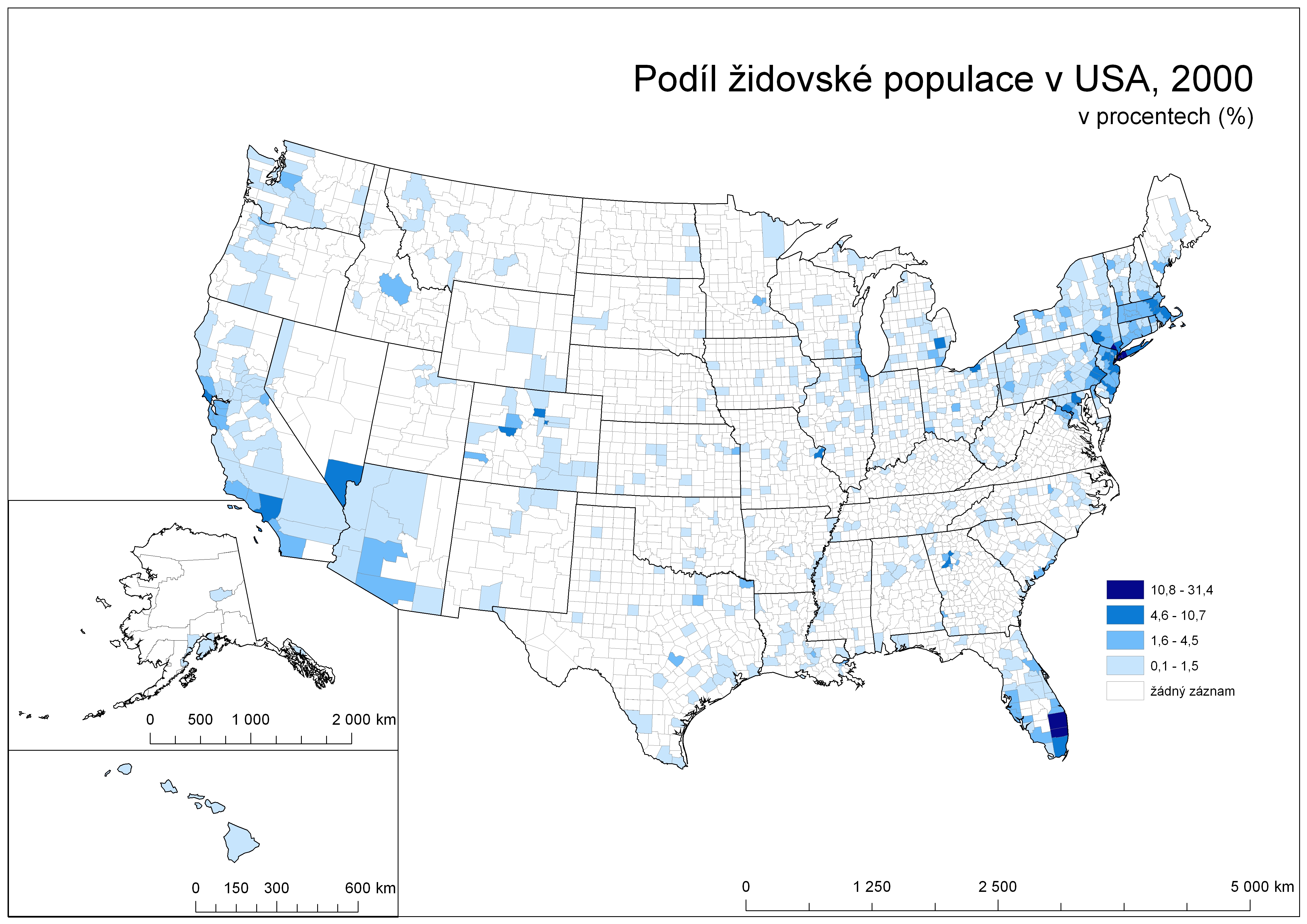
Židovská populace v USA, 2000

Údaje o populaci se liší v závislosti na tom, zda počítáme Židy podle halachistických pravidel či ne. V prvním případě se v roce 2001 v USA nacházely 4 miliony vyznavačů judaismu (tj. 1,4 % celkové populace USA). V druhém případě se zde nachází přibližně 7 milionů Židů (tj. 2,5 % populace). Podle údajů Jewish Agency pro rok 2007 je v Izraeli 5,4 milionů Židů (40,9 % světového židovstva), zatímco v USA 5,3 milionů (40,2 %). Údaje Jewish Agency pro Izrael však zahrnují i ty, kteří podle halachy Židy nejsou, zatímco odhady pro USA takovéto osoby nezahrnují.
Aktuálnější velký demografický průzkum, uveřejněný v American Jewish Yearbook 2006, uvádí 6,4 milionu amerických Židů (tj. 2,1 % celkové populace). Toto číslo je mnohem větší, než vyšlo v předcházejícím velkém populačním průzkumu, zorganizovaném v letech 2000–2001, který uváděl 5,2 milionu Židů. Studie Steinhardt Social Reseach Institute na Brandei University předkládá důkaz, který dokazuje, že obě čísla podhodnocují aktuální stav amerického židovstva, které se pohybuje v rozmezí 7–7,4 milionu.
| Pořadí | Město            | Stát          | Počet Židů |
| ------ | ---------------- | ------------- | ---------- |
| 1      | New York         | New York      | 1 900 000  |
| 2      | Los Angeles      | Kalifornie    | 585 000    |
| 3      | Miami            | Florida       | 535 000    |
| 4      | Filadelfie       | Pensylvánie   | 315 000    |
| 5      | Chicago          | Illinois      | 250 000    |
| 6      | Boston           | Massachusetts | 228 000    |
| 7      | San Francisco    | Kalifornie    | 210 000    |
| 8      | Washington, D.C. | Columbia      | 165 000    |
| 9      | Baltimore        | Maryland      | 100 000    |
| 10     | Detroit          | Michigan      | 95 000     |

Židé se ve Spojených státech usídlovali hlavně ve velkých městech a v jejich okolí. Aškenázové, kteří jsou v současné době majoritní skupinou amerického židovstva se poprvé usadili na severovýchodě a středozápadě, ale v uplynulých desetiletích je zaznamenáno usazování na jihu a západě. Tyto metropolitní oblasti jsou v sestupném pořadí oblasti s největší židovskou populací:

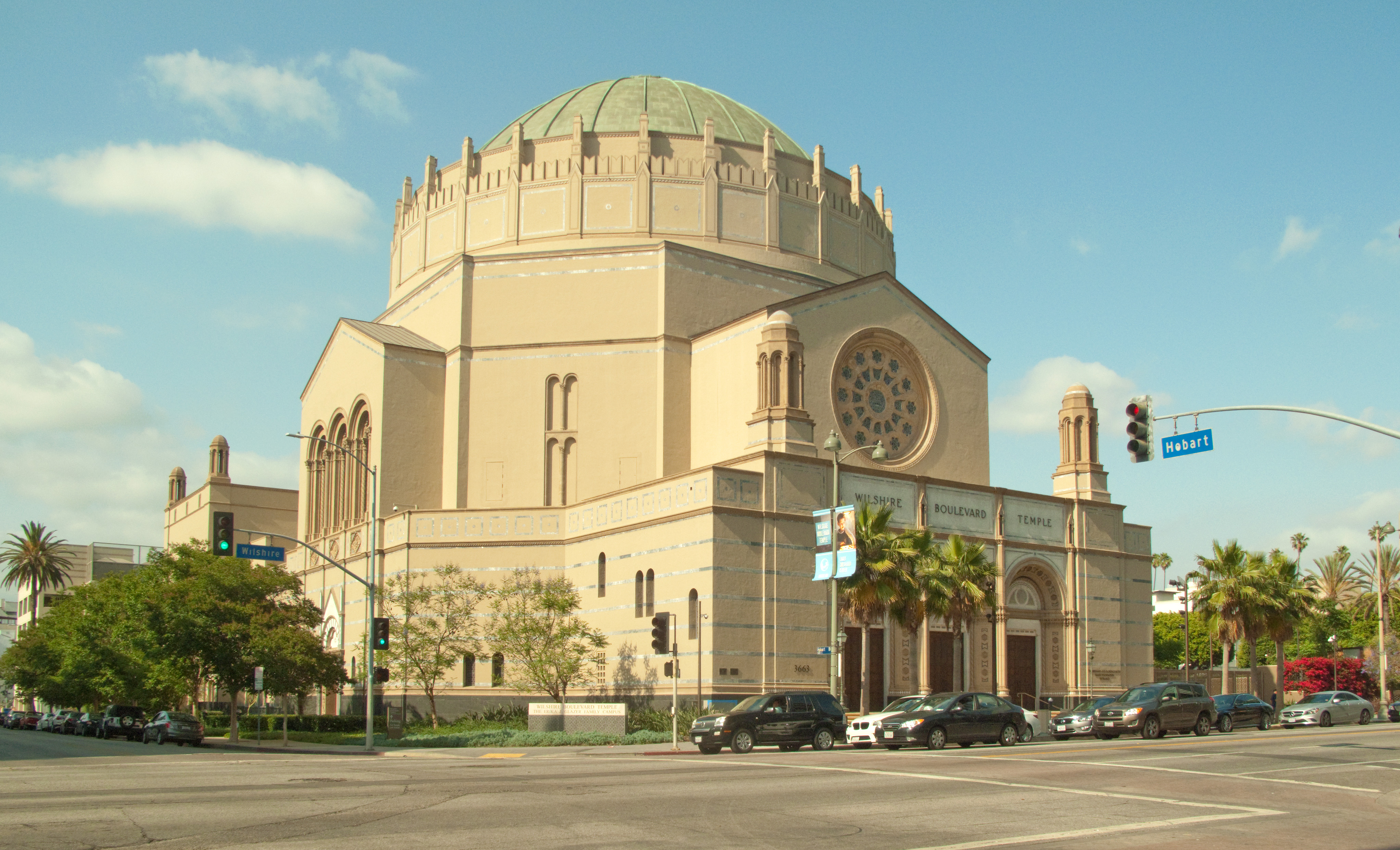
Synagoga Wilshire Boulevard, Los Angeles

- New York (Newyorská metropolitní oblast) – 1 750 000
- Miami (jižní Florida) – 535 000
- Los Angeles (Velká oblast Los Angeles) – 490 000
- Filadelfie (Delaware Valley) – 285 000
- Chicago (oblast Chicaga) – 265 000
- San Francisco (oblast zálivu u San Francisca) – 210 000
- Boston (Velký Boston) – 208 000
- Baltimore-Washington (metropolitní oblast Baltimore-Washington) – 165 000

Přestože je New York v absolutních číslech druhé největší židovské centrum na světě, po metropolitní oblasti Guš Dan v Izraeli, v relativních číslech ho předstihlo Miami, které má v poměru k celkové populaci 9,9 % židovského obyvatelstva oproti 9,3 %, které má New York. Několik dalších měst překračuje 5 % poměr na celkovém obyvatelstvu. Patří mezi ně: Cleveland, Baltimore a St. Louis. Hlavními centry jsou již po dlouhou dobu Miami a Los Angeles. Mezi menší, avšak rostoucí města se řadí: Houston, Dallas, Phoenix, Charlotte a zejména pak Atlanta a Las Vegas. V mnoha metropolitních oblastech žije většina židovských rodin v příměstských oblastech. Například v Detroitu, je většina židovské populace koncentrovaná v předměstské Oakland County.

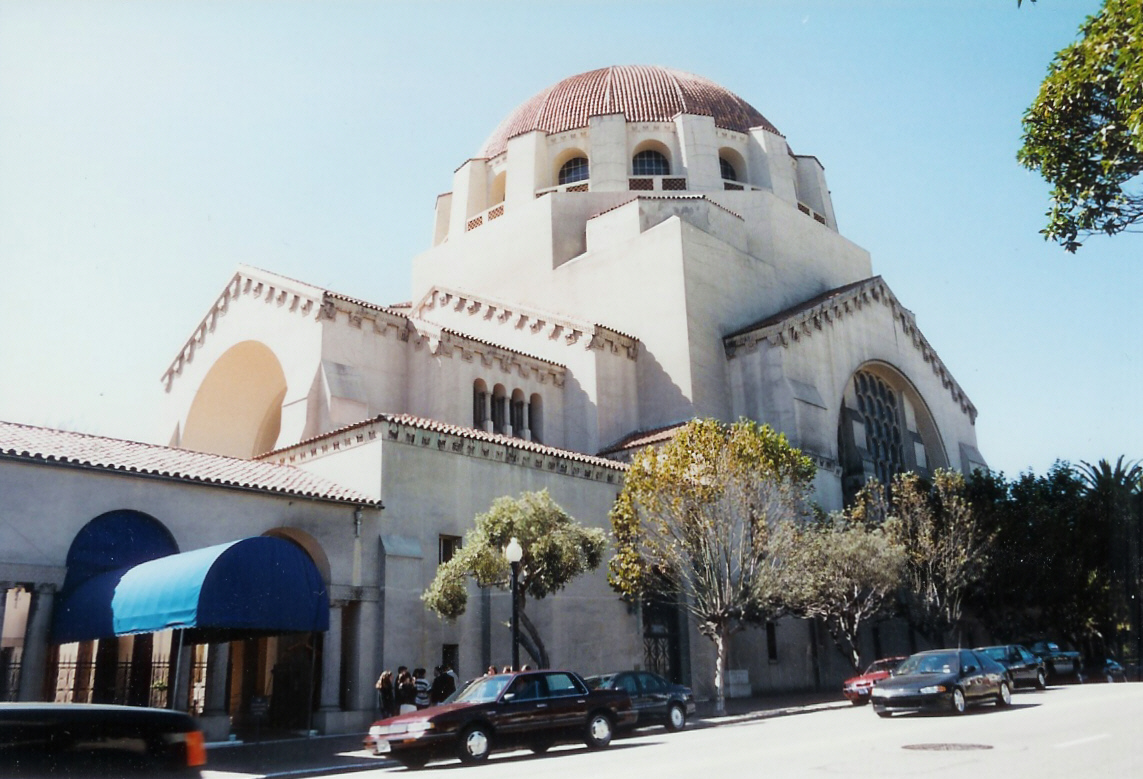
Synagoga Emanu-El, San Francisco

Židovští Texasané jsou součástí historie Texasu od dob, kdy první evropští průzkumníci přišli počátkem 16. století. K roku 1990 bylo v Texasu 108 000 vyznavačů judaismu.
Izraelská komunita je v USA méně rozptýlená. Čtyři hlavní izraelské komunity se nacházejí v Los Angeles (přibližně 150 000), New York (162 000), Miami (105 000) a Chicago (50 000).
Imigranti ze Sovětského svazu začali přijíždět po přijetí Jackson-Vanikova zákona ze 70. let a jsou hojně koncentrováni ve městech New York, Houston, Dallas, San Francisco, Baltimore, Los Angeles a v mnoha dalších, ačkoliv ruské Židy lze naleznout po celých Spojených státech i v malých židovských komunitách.
Íránští Židé začali do Spojených států ve velkém přijíždět koncem 70. let před Islámskou revolucí a většina z nich se usadila v Los Angeles a v Great Neck na Long Islandu. Většina Bukharských Židů přijela po rozpadu SSSR do New Yorku, Atlanty, Arizony, atd.
Podle National Jewish Population Survey má 4,3 milionu amerických Židů nějaký druh silného propojení s židovskou komunitou, ať už náboženský nebo kulturní.

### Asimilace a populační změny
Významným a kontroverzním problémem americké židovské komunity je asimilace, zejména pak jev, vyskytující se stále častěji a to smíšená manželství. Během let 1950 až 2000 vzrostla míra smíšených manželství z 6 % na 40–50 %. Přispění k rozšiřující asimilaci je přisuzováno těm samým sociálním a kulturním vlastnostem Spojených států, které vytvořily vhodné podmínky pro neobyčejný ekonomický, politický a společenský úspěch a vzestup americké židovské komunity. Zatímco někteří Židé nejsou proti smíšeným manželstvím, mnoho členů židovské komunity začíná být znepokojeno tímto jevem a domnívá se, že větší míra smíšených manželství by mohla znamenat konečné vymizení a asimilaci americké židovské komunity.
Během let 1950 až 2000 vzrostla míra smíšených manželství z 6 % na 40–50 %. Pouze 33 % párů, které uzavřely smíšené manželství navíc vychovává své děti podle judaismu. Tento jev, v kombinaci s poměrně nízkou mírou porodnosti v židovské komunitě, vede k 5% poklesu židovské populace v USA v 90. letech. Kromě toho je židovská populace vůči celkové americké populaci průměrně nepatrně starší.
Navzdory tomu, že pouhých 33 % párů smíšených manželství vychovává své děti podle judaismu, je běžnější, že tak činí v oblastech s větší mírou židovské populace, jako např. v oblastech měst New York, Boston, Los Angeles, Filadelfie, Detroit, Baltimore-Washington, Chicago, a Cleveland, které mají největší poměr židovské obyvatelstva. Jedna studie dokládá, že v oblasti Bostonu je 60 % dětí ze smíšených manželství vychováváno jako Židé, což vyvolává dojem, že smíšená manželství přispívají na růstu počtu Židů. Stejně tak některé děti ze smíšených manželství znovuobjeví a přijmou své židovské kořeny, když se ožení (vdají) a mají děti.
V kontrastu s pokračujícími tendencemi asimilace, zaznamenaly některé komunity amerického židovstva (především ortodoxní) vzrůst porodnosti a úbytek smíšených sňatků a zároveň celkový růst komunity. Poměr ortodoxních Židů v USA vzrostl od roku 1971 z 11 % na 21 % k roku 2000, zatímco celkový počet Židů se snižuje.
V roce 2000 bylo mezi americkými Židy 360 000 ultraortodoxních charedim Židů (7,2 % z celkového počtu). Pro rok 2006 je odhadováno číslo 468 000 (tj. 9,4 %).
Zhruba polovina americké židovské populace se považuje za zbožnou. Z této populace zhruba 2 831 000 zbožných Židů jsou 92 % bílí Američané, 5 % Hispánci (především argentinští Aškenázové), 1 % asijští Američané (převážně Bucharští Židé a Íránci), 1 % Afroameričané a 1 % ostatní (mulati, atd.).

## Náboženství
Judaismus je ve Spojených státech velice rozmanitý a lze zde nalézt několik jeho proudů. Z celkového počtu židovské populace se 4,3 miliony označily jako „silně zapojené“ do židovského života ať už denními modlitbami či zapalováním chanukových svící. V USA převládá reformní judaismus se 38 %, následovaný konzervativním s 33 %, ortodoxním s 22 %, rekonstruktivním 2 % a 5 % náleží dalším denominacím. Více Židů je zbožných na severovýchodě a středozápadě, oproti jihu a západu USA.

## Vzdělání

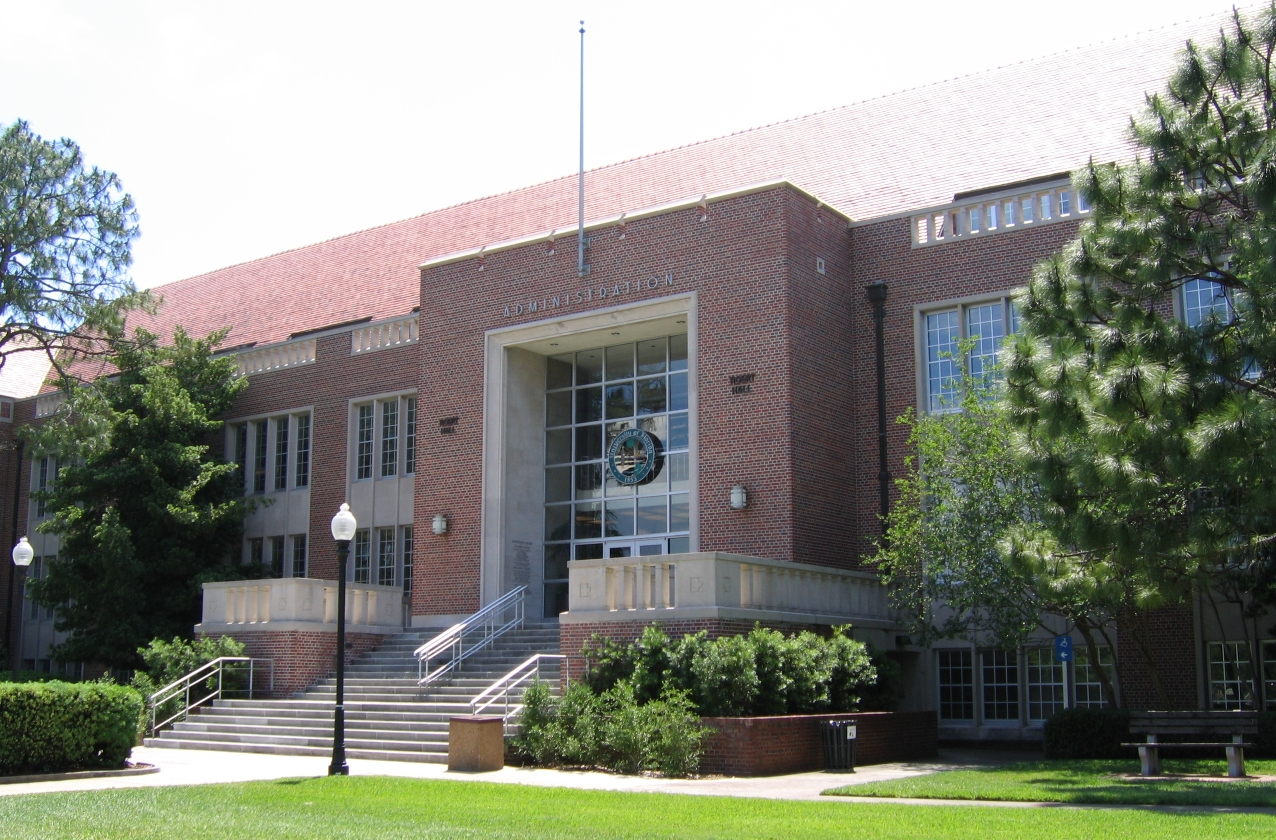
Tigert Hall na Floridské univerzitě

Jak již bylo řečeno, Židé vždy kladli velký důraz na vzdělání, díky němuž nastal jejich společenský vzestup. Ze všech imigrantských skupin to byli právě Židé, kteří upřednostňovali vzdělání nejvíce. V současnosti lze po celé zemi nalézt celou řadu židovských škol (první založena v New Yorku roku 1755) a ješiv. Jednotlivé kongregace dále nabízejí studium židovské kultury a hebrejštiny jako doplňující studium. Většina židovských studentů školního věku však studuje na státních školách.
Do 50. let na řadě univerzit (včetně Harvardu) pro židovské studenty platily kvóty (numerus clausus), které omezovaly přístup Židů ke vzdělání. Pro profesory nebyla situace lepší. Před rokem 1945 bylo pouze několika málo židovským profesorům povoleno vyučovat na elitních univerzitách.
Dnes už nejsou američtí Židé vystaveni diskriminaci jako tomu bylo dříve. K roku 1986 byla třetina prezidentů vysokoškolských klubů na Harvardu Židé. Podle průzkumů pak tvoří židovské studentstvo plnou pětinu všech studentů nejprominentnějších univerzit:
| Pořadí | Univerzita                                                                                              | Počet zapsaných židovských studentů (cca) | % všech studentů    |
| ------ | --- | ----------------------------------------- | ------------------- |
| 1.     | Bowling Green State University University of Florida                                                    | 5 400                                     | 21 % 15 %           |
| 2.     | Rutgers University                                                                                      | 5 000                                     | 13 %                |
| 3.     | University of Central Florida                                                                           | 4 500                                     | 11 %                |
| 4.     | University of Michigan Pennsylvania State University Indiana University University of Wisconsin-Madison | 4 000                                     | 16 % 10 % 10 % 14 % |
| 5.     | California State University, Northridge Florida State University University of Texas, Austin            | 3 800                                     | 14 % 9 % 10 %       |
| 6.     | University at Albany Florida International University                                                   | 3 500                                     | 31 % 9 %            |

| Pořadí | Univerzita                                                                     | Počet zapsaných židovských studentů (cca) | % of všech studentů |
| ------ | ------------------------------------------------------------------------------ | ----------------------------------------- | ------------------- |
| 1      | New York University                                                            | 6 500                                     | 33 %                |
| 2      | Boston University                                                              | 4 000                                     | 20 %                |
| 3      | Cornell University                                                             | 3 500                                     | 25 %                |
| 4      | University of Miami                                                            | 3 100                                     | 22 %                |
| 5      | The George Washington University University of Pennsylvania Yeshiva University | 2 800                                     | 31 % 30 % 99 %      |
| 6      | Syracuse University                                                            | 2 500                                     | 20 %                |
| 7      | Columbia University Emory University Harvard University Tulane University      | 2 000                                     | 29 % 30 % 30 % 30 % |
| 8      | Brandeis University Northwestern University Washington University in St. Louis | 1 800                                     | 56 % 23 % 29 %      |

## Americká židovská kultura

### Jídlo

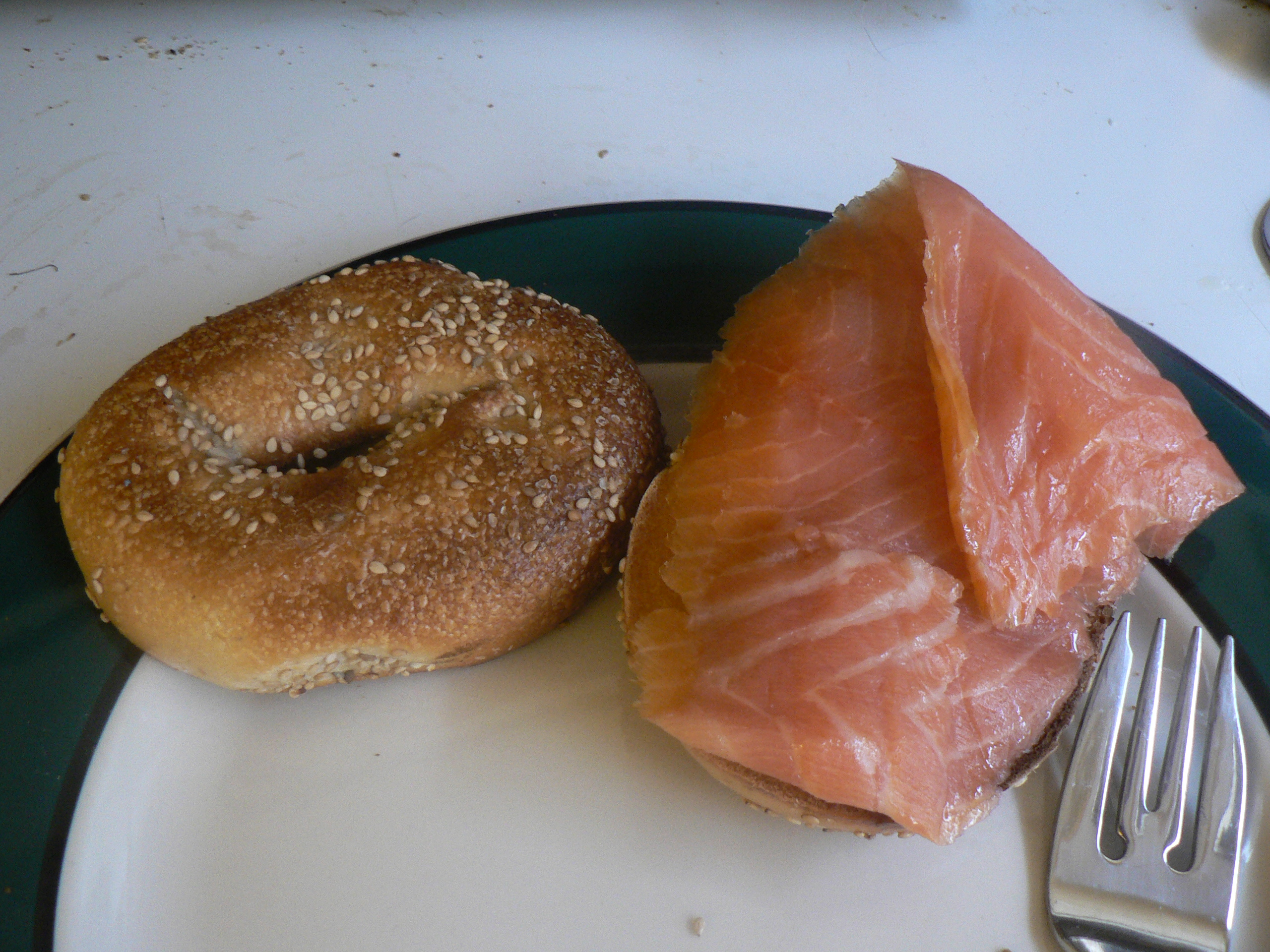
Lox (uzený losos) a bagel

Americká mainstreamová kultura v minulosti přijala mnoho prvků aškenázské židovské kuchyně. Mezi tyto adoptovaná jídla a pokrmy patří například bagel, lox (uzený losos) či pastrami. Tato jídla byla přijata newyorskou kulturou a následně se šířila po celých Spojených státech.

### Jazyk

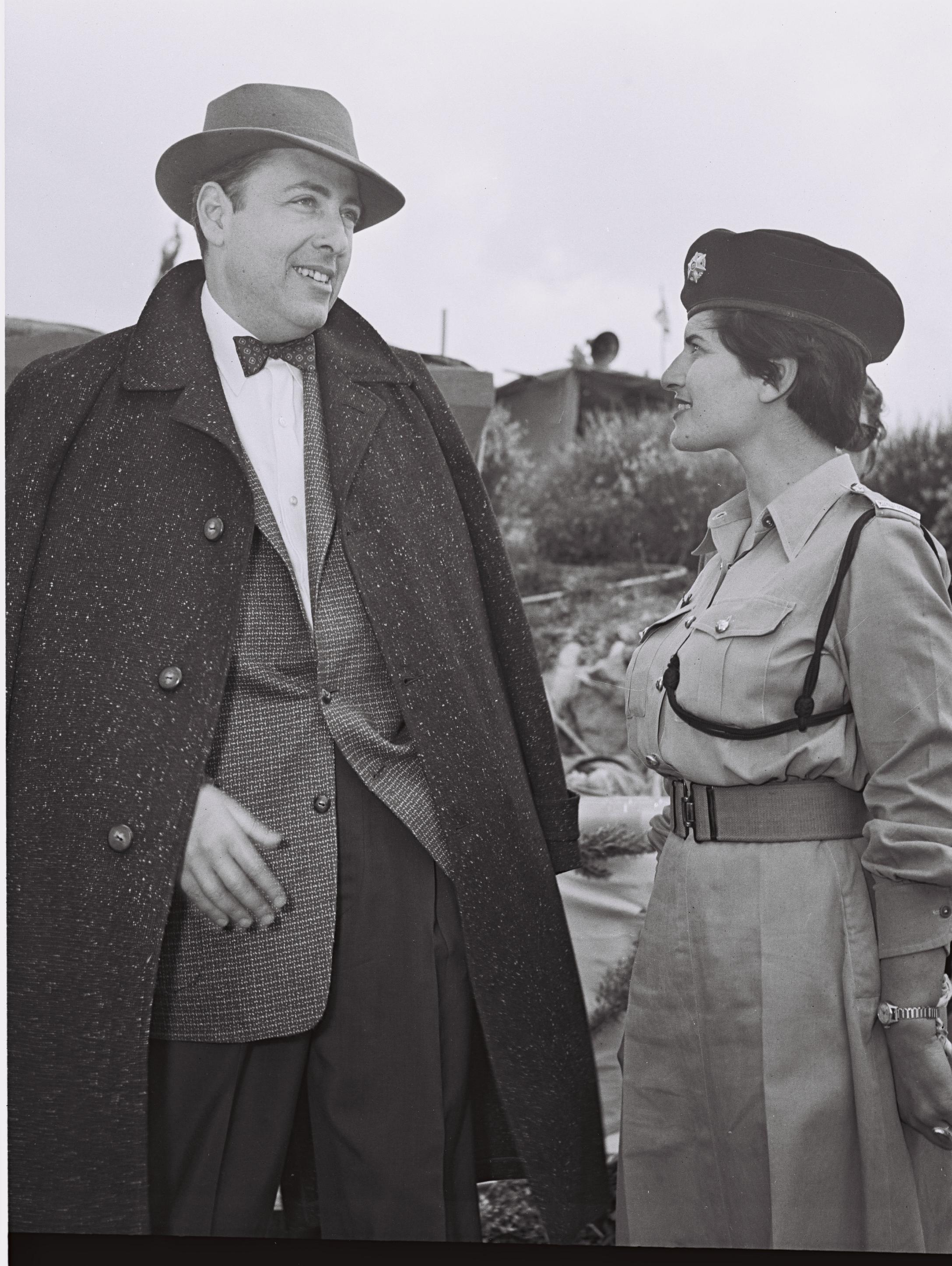
Herman Wouk v Jeruzalémě

Téměř všichni američtí Židé jsou dnes rodilými anglickými mluvčími. Množství dalších jazyků se používá v některých židovských komunitách. Mnoho amerických chasidů začíná mluvit jidiš. Jidiš byl v minulosti hlavním jazykem židovských emigrantů ze střední a východní Evropy. Tento jazyk ovlivnil americkou angličtinu natolik, že z něj převzala množství slov, mezi něž patří například: chutzpah („drzost“, „kuráž“), nosh („bašta“), schlep („pokazit“), schmuck („pitomec“, doslova „penis“).
Íránská židovská komunita ve Spojených státech, která je nejpočetnější v Los Angeles a Beverly Hills v Kalifornii, hovoří doma a v synagoze převážně persky. Na perštinu nezapomínají a vydávají i vlastní noviny v perštině. Íránští Židé se usídlují také ve východních částech New Yorku, jako je Kew Gardens a Great Neck na ostrově Long Island.
Mnoho imigrantů z Ruska a Ukrajiny má za svůj hlavní jazyk ruštinu a mnohé komunity ji využívají ve veřejném životu a obchodu, jako například v Brighton Beach v New Yorku.
Američtí buchárští Židé hovoří bukhorsky (dialektem perštiny) a rusky. Publikují své vlastní noviny – Bukharian Times – a mnoho jich žije v newyorské čtvrti Queens. Mnoho buchárců žije v Arizoně, Miami, Floridě a v oblastech jižní Kalifornie jako třeba v San Diegu.
Hebrejština je jazyk většiny židovské náboženské literatury, jako je Tanach a Sidur. Moderní hebrejština je zároveň oficiálním jazykem státu Izrael, což mnohé povzbuzuje, aby si ji vybrali jako svůj druhý jazyk.
Někteří Židé v Miami a Los Angeles jsou imigranti ze zemí Latinské Ameriky. Mnoho z těchto potomků především sefardských, ale i aškenázských Židů, mluví španělsky. Španělsky také hovoří imigranti ze Španělska a jejich potomci. V Miami existuje množství synagog, v nichž jsou bohoslužby ve španělštině. Mnoho Židů původem z Brazílie nebo Portugalska hovoří doma portugalsky. V jedné z miamských synagog jsou bohoslužby v kreolštině.
V hrstce starších evropských židovských imigrantských komunit se hovoří jazykem ladino.

### Americká židovská literatura
Jakkoliv američtí Židé přispěli americké kultuře a americkému umění jako celku, jejich postavení v literatuře je do značné míře specifické. V jejich dílech je zkoumána zkušenost bytí Židem, zejména pak Židem v Americe a konflikt sekulární společnosti a židovské historie. Do skupiny takovýchto autorů patří Philip Roth, Saul Bellow, Chaim Potok, Leon Uris, Herman Wouk, Cynthia Ozick a Bernard Malamud. Mladší autoři (např. Paul Auster, Lisa Crystal Carver, Allegra Goodman, Gary Shteyngart, Michael Chabon a Jonathan Safran Foer) kromě těchto témat navíc zkoumají holokaust.

## Slavní američtí Židé

### Populární scéna

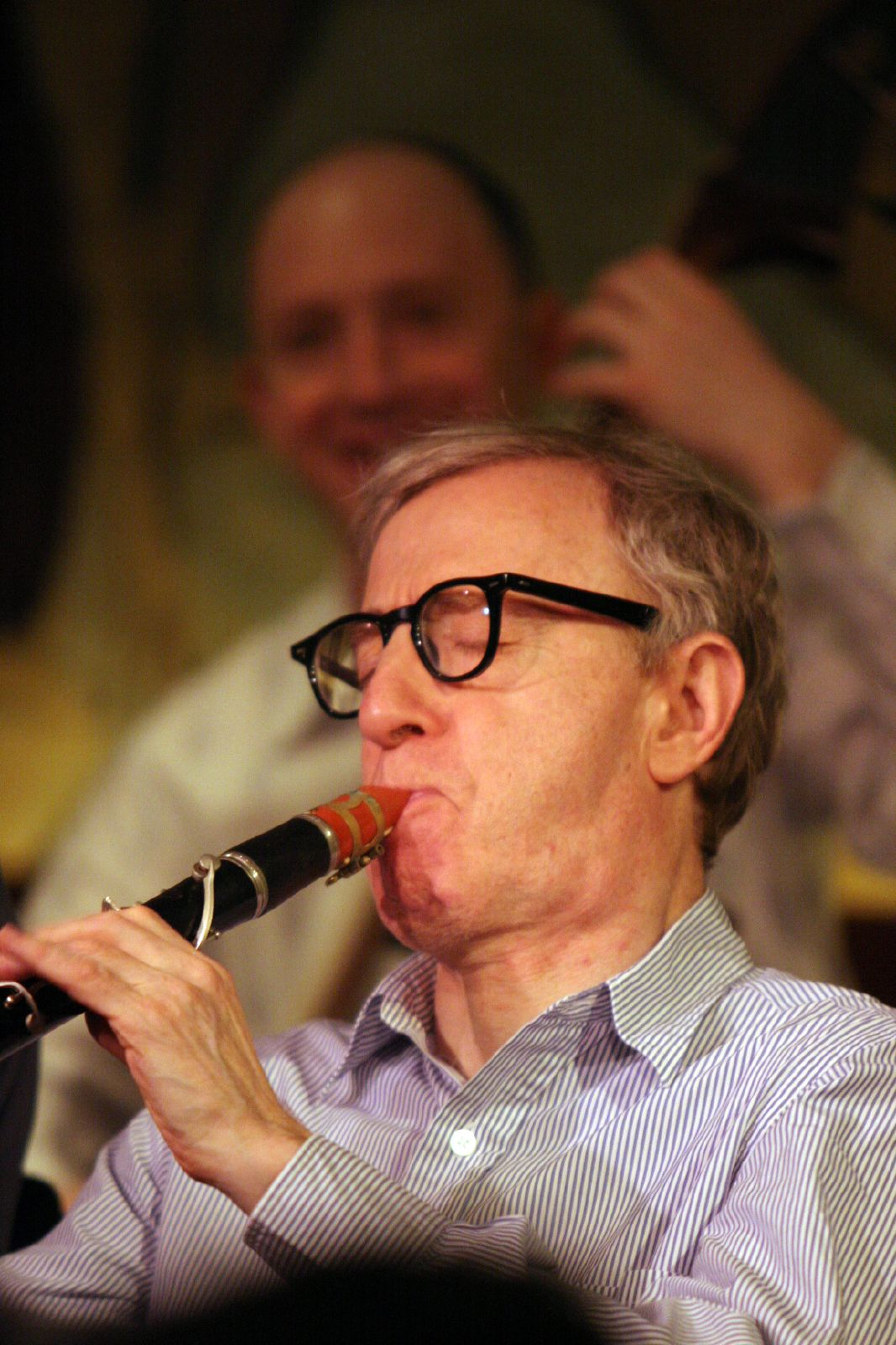
Woody Allen

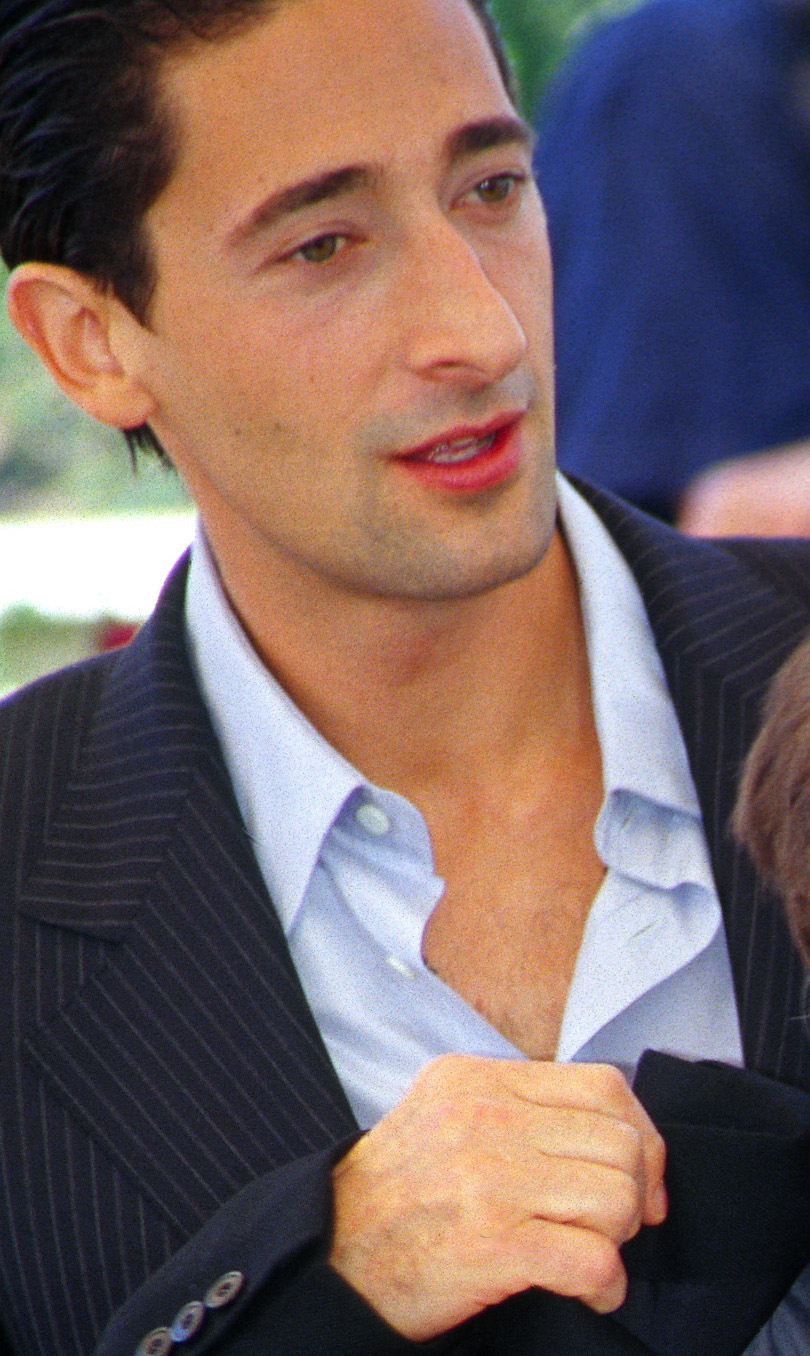
Adrien Brody

Mnoho jednotlivců má velký podíl na obohacení americké populární scény. Mnoho herců a umělců je židovského původu. Počínaje první kovbojovou hvězdou Broncho Billy Andersonem, po klasické hollywoodské filmové hvězdy jako jsou Lauren Bacallová, Kirk Douglas, Tony Curtis, a pokračující přes současné známé herce a herečky jako jsou například Sarah Michelle Gellar, Winona Ryder, Alicia Silverstoneová, Natalie Portmanová, Sarah Jessica Parker, Kate Hudson, Scarlett Johanssonová, Zac Efron, Evan Rachel Woodová, Adrien Brody, Lisa Kudrow, Ben Stiller, Adam Sandler, Jerry Seinfeld, Larry David, Bahar Soomekh,Sara Paxtonová, Jake Gyllenhaal a Maggie Gyllenhaal. Mnoho hollywoodských filmových magnátů je židovského původu jako například Samuel Goldwyn, Louis B. Mayer, William Fox, Jesse L. Lasky, Carl Laemmle, Marcus Loew, Adolph Zukor, a také bratři Warnerovi (Warner Bros.). Tradiční židovskou doménou je také americká komedie, v níž lze nalézt herce včetně bratří Marxových, dále pak Milton Berle, Bea Arthur, Mel Brooks, Woody Allen, Joan Riversová a Gilda Radner. Mezi židovské spisovatelé patří například J.D. Salinger, Joseph Heller, E.L. Doctorow, Lillian Hellmanová, Allen Ginsberg, Isaac Asimov a Harlan Ellison.

### Státní správa a armáda

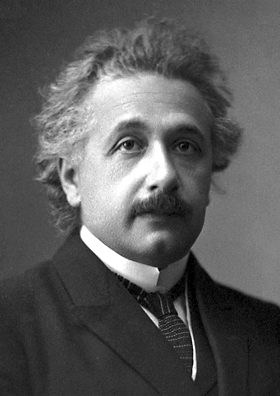
Albert Einstein

Do senátu bylo od roku 1845 zvoleno 29 Židů včetně následujících současných senátorů: Chuck Schumer (D-NY), Frank Lautenberg (D-NJ), Arlen Specter (R-PA), Norm Coleman (R-MN), Russ Feingold a Herb Kohl (both D-WI), Barbara Boxer a Dianne Feinstein (obě D-CA), Carl Levin (D-MI), Ron Wyden (D-OR), a Joe Lieberman (Nezávislý-CT). V roce 2007 počet židovských senátorů vzrostl po doplnění senátorů: Bernie Sanders (I-VT) a Ben Cardin (D-MD), na 13. 7 Židů bylo jmenováno do Vrchního soudu.
Šestnácti americkým židům byla udělena Medaile cti. Judah P. Benjamin byl členem konfederačního kabinetu.
Během projektu Manhattan, americké snahy během druhé světové války vyvinout atomovou bombu, spolupracovalo mnoho amerických židovských fyziků, včetně mnoha Evropanů, kteří prchli z Evropy v obavě z hitlerovského Německa. Patřili mezi ně: J. Robert Oppenheimer, Richard Feynman, Wolfgang Pauli, Leó Szilárd, Albert Einstein, John von Neumann, Isidor I. Rabi, Edward Teller, Eugene Paul Wigner, Otto Frisch, Samuel Goudsmit, Jerome Karle, Stanisław Ulam, Robert Serber, Louis Slotin, Walter Zinn, Robert Marshak, Felix Bloch, Emilio Gino Segrè, James Franck, Joseph Joffe, Eugene Rabinowitch, Hy Goldsmith, Samuel Cohen, Victor F. Weisskopf a David Bohm.

### Věda, obchod, akademické kruhy
Aškenázští Židé znamenali velký přínos vědě, ekonomii a dalším humanitním oborům. Z celkového počtu Nobelových cen udělených Američanům jich 37 % náleží americkým Židům a z celkového počtu udělených prestižních ocenění John Bates Clark Medal (americká obdoba Nobelovy ceny pro ekonomii) jich náleží americkým Židům 71 %.
Kupní síla amerického židovstva byla v roce 2005 odhadována na 375 miliard USD (3 % americké ekonomiky). Židé ze Spojených států se daleko více než Židé z jiných zemí uplatňují v oblasti financí a médií.